# 한국프로농구 1997
1997 FILA배 프로 농구는 FILA 타이틀을 단 첫 번째 시즌이자 한국프로농구의 원년 시즌이다. 총 8개 구단이 참여했으며 1997년 2월 1일 개막했다. 총 3라운드에 걸쳐 84경기를 치렀으며 한 팀당 21경기를 치렀다.

## 달라진 점
- 이전의 실업 팀들을 프로 팀들로 전환시키며 프로 리그를 구성했다.
- 대한민국 농구 역사상 처음으로 용병(대한민국 국적이 아닌 외국인 선수) 제도가 도입되었다.
  - 트라이아웃 및 드래프트 제도를 통해 각 팀이 외국인 선수를 선발했다.
- 지역 연고제를 채택하여 각 구단이 지역의 프랜차이즈 팀으로 자리잡을 수 있도록 했다.
- 10분 4쿼터제를 적용하여 1~2쿼터와 3~4쿼터 사이에 90초 휴식 시간을 가지며 하프 타임은 10분, 연장전 5분으로 경기를 구성했다.
  - 공격 제한 시간은 24초다.
  - 지역 방어를 금지했으며 한 쿼터에 팀 파울 5개 이상부터 자유투를 허용했다.
  - 타임 아웃 때에는 70초의 시간을 주며 전, 후반 두 차례 사용 가능했다.
  - 경기 종료 2분 전부터 야투 성공 시 경기 시간을 정지했다.
- 10억의 샐러리 캡(연봉 총액 제한)을 적용하였다.
- 계약금 제도를 도입하지 않고, 과거 실업농구 시절 계약금을 받은 선수들이 5년에 걸쳐 계약금의 절반을 연봉에서 공제하는 연수합계법 제도를 도입했다.

## 정규 리그
| 성적 | 팀                     | 승 | 패 | 승률  | 승차 | 비고        |  |
| ---- | ---------------------- | -- | -- | ----- | ---- | ----------- |  |
| 1    | 부산 기아 엔터프라이즈 | 16 | 5  | 0.762 | -    | 4강 PO 직행 |  |
| 2    | 안양 SBS 스타즈        | 14 | 7  | 0.667 | 2    | 4강 PO 직행 |  |
| 3    | 원주 나래 블루버드     | 13 | 8  | 0.619 | 3    | 6강 PO      |  |
| 4    | 대구 동양 오리온스     | 11 | 10 | 0.524 | 5    | 6강 PO      |  |
| 5    | 광주 나산 플라망스     | 9  | 12 | 0.429 | 7    | 6강 PO      |  |
| 6    | 인천 대우증권 제우스   | 8  | 13 | 0.381 | 8    | 6강 PO      |  |
| 7    | 대전 현대 다이냇       | 7  | 14 | 0.333 | 9    |             |  |
| 8    | 수원 삼성 썬더스       | 6  | 15 | 0.286 | 10   |             |  |

## 최종 순위
| 성적 | 팀                     | 승 | 패 | 승률  | 승차 | 비고      |
| ---- | ---------------------- | -- | -- | ----- | ---- | --------- |
| 1    | 부산 기아 엔터프라이즈 | 16 | 5  | 0.762 | -    | 통합 우승 |
| 2    | 원주 나래 블루버드     | 13 | 8  | 0.619 | 3    |           |
| 3    | 안양 SBS 스타즈        | 14 | 7  | 0.667 | 2    |           |
| 4    | 대구 동양 오리온스     | 11 | 10 | 0.524 | 5    |           |
| 5    | 광주 나산 플라망스     | 9  | 12 | 0.429 | 7    |           |
| 6    | 인천 대우증권 제우스   | 8  | 13 | 0.381 | 8    |           |
| 7    | 대전 현대 다이냇       | 7  | 14 | 0.333 | 9    |           |
| 8    | 수원 삼성 썬더스       | 6  | 15 | 0.286 | 10   |           |

## 시즌 화제
- 실업 시절 최강의 팀이었던 기아 자동차가 부산 기아 엔터프라이즈가 MVP를 차지한 강동희의 활약에 힘입어 정규리그에서 1위를 차지한데 이어 플레이오프에서도 나래를 4승 1패로 누르고 통합 우승을 차지했다. 반면 기아와 함께 정상을 다투던 현대와 삼성이 리그 최하위권으로 떨어지며 충격을 낳았다.
- 시즌 시작 전까지 최하위 후보로 유력하다고 꼽혔던 원주 나래 블루버드가 정인교의 주도 아래 정규 리그에서 3위를 차지한데 이어 4강 플레이오프에서 안양 SBS를 누르는 파란을 일으키며 주목받았으나 끝내 우승에는 실패했다.
- 강동희가 역대 처음으로 정규 리그와 플레이오프 통합 MVP가 되는 영광을 누렸다.
- 안양 SBS 스타즈의 용병 제럴드 워커가 한국 프로 농구 역사상 첫 트리플 더블(득점 - 어시스트 - 리바운드 - 가로채기 -블록슛 중 세가지를 두자릿수 이상 기록)을 달성했다.

## 포스트시즌
| KBL       | KBL                                       | KBL                                            |
| --------- | ----------------------------------------- | ---------------------------------------------- |
| 이전 대회 | 1997 FILA 프로 농구 (1997.2.1 ~ 1997.5.1) | 다음 대회                                      |
| 없음      | 1997 FILA 프로 농구 (1997.2.1 ~ 1997.5.1) | 1997-98 FILA 프로 농구 (1997.11.8 ~ 1998.4.11) |